# Truman George Yuncker
Truman George Yuncker (* 20. März 1891 auf einer Farm nahe Carson City, Michigan; † 6. Februar 1964 in Greencastle, Indiana) war ein US-amerikanischer Botaniker. Sein offizielles botanisches Autorenkürzel lautet „Yunck.“; früher war auch das Kürzel „Yuncker“ in Gebrauch.

## Leben
Yuncker war von 1923 bis zu seinem Ruhestand 1956 Leiter des Botanischen und Bakteriologischen Instituts („Department of Botany and Bacteriology“) an der DePauw University. Von 1919 bis zu seinem Tode im Jahr 1964 war er Kurator des DePauw Herbariums, das 1987 vom New York Botanical Garden erworben wurde.
Yuncker spezialisierte sich vor allem auf die Pflanzenfamilie der Pfeffergewächse (Piperaceae). Seine frühen Studien galten der Gattung Cuscuta, in der er 67 neue Arten beschrieb. Für das Werk North American Flora von Nathaniel Lord Britton bearbeitete er diese Gattung (Serie 2, Band 4, 1965). Yuncker beschrieb insgesamt 839 neue Pflanzenarten.

## Ehrungen
Die Pflanzengattung Yunckeria Lundell aus der Familie der Primelgewächse (Primulaceae) ist nach ihm benannt worden.

## Werke
- The Piperaceae of Brazil. (1972–1975).
- The genus Cuscuta. 1932
- Revision of the Hawaiian species of Peperomia ... 1933
- The flora of Niue Island ... 1943
- Plants of Tonga. 1971
- Zusammen mit W. Trelease: The Piperaceae of Northern South America. 1950[2]